# Steve Mike-Mayer
István Mike-Mayer, noto come Steve, (Budapest, 8 settembre 1947), è un ex giocatore di football americano ungherese naturalizzato statunitense che ha giocato nel ruolo di kicker nella National Football League (NFL).

## Biografia
Nato in Ungheria, seguì il padre István, calciatore, in Italia, ove nacque suo fratello Miklós. Trasferitosi negli Stati Uniti d'America, divenne un giocatore di football americano insieme al fratello.

## Carriera professionistica
Dopo aver giocato al college all'Università del Maryland, Mike-Mayer venne selezionato nel corso del terzo giro (72º assoluto) del Draft NFL 1975 dai San Francisco 49ers. 
Due anni dopo lascia il sodalizio di San Francisco per militare nei Detroit Lions, che lascerà dopo un anno per i New Orleans Saints. Pure l'esperienza con la squadra di New Orleans sarà di durata annuale, dato che nel 1979 passerà ai Baltimore Colts, società in cui militerà sino al 1980.

## Palmarès
- PFWA All-Rookie Team - 1975